# Henriette Bosché
Henriette Bosché (Brussel, 1872 – ?) was een Belgische kunstenaar, decorateur en docent actief in de eerste helft van de twintigste eeuw.

## Introductie
Henriette Bosché was actief in verschillende kunsttakken zoals grafiek, meubelontwerp, en borduur- en kantwerk. Ze schilderde ook stillevens en landschappen die gekenmerkt waren door een figuratieve en intimistische stijl. In 1905 stichtte ze de eerste vereniging van vrouwelijke decorateurs. Ze was ook lid van de Brusselse kunstorganisatie ‘Les Arts de la Femme’ (1908-1918) waar ze onder andere les gaf in de school voor kantklossen die in 1909 werd opgericht door deze organisatie.

## Pedagogische activiteiten
Samen met Adolphe Crespin speelde ze een belangrijke rol in de hervorming van het toenmalig kunstonderwijs. Ze was de oprichtster van de afdeling moderne decoratieve kunsten aan de Fernand Cocq-school in Elsene. Elisabeth Prins was een van haar studenten aan deze school. Het succes van haar pedagogische aanpak zorgde ervoor dat ze uitgenodigd werd om op verschillende scholen te doceren en toekomstige leerkrachten op te leiden. Ze gaf onder andere esthetica aan de Ecole Central de service social en was vanaf 1936 directeur van de Les Ateliers d'Art in Brussel. Ze startte rond 1910 haar eigen atelier voor decoratieve kunsten in haar woning in Elsene ontworpen door architect Paul Hamesse. Ze stelde haar atelier tijdens de Eerste Wereldoorlog ter beschikking van haar studenten en gaf er gratis lessen.

## Deelname aan tentoonstellingen
Ze toonde haar werk op talloze tentoonstellingen. In 1924 en 1931 nam ze nam deel aan de tentoonstellingen van de Brusselse kunstenaarsvereniging Cercle Artistique et Littéraire. Ze nam ook deel aan internationale tentoonstellingen en wereldtentoonstellingen zoals Turijn (1902), Luik (1905), Milaan (1906), Brussel (1910), Haarlem (1914) en Parijs (1925).
Op de Wereldtentoonstelling van Parijs in 1925, de Exposition internationale des Arts décoratifs et industriels modernes, stelde ze het ensemble ‘Bureau d'Information’ tentoon in het door Victor Horta ontworpen Belgisch Paviljoen. Het ensemble bestond uit een bureau en boekenkast met een geborduurd paneel. Bosché verleende toestemming aan de modernistisch georiënteerde uitgeverscoöperatieve L’Equerre om tentoon te stellen in het door haar ontworpen interieur.